# Вулиця Вербова (Тернопіль)
Вулиця Вербова — вулиця в мікрорайоні «Пронятин» міста Тернополя.

## Відомості
Вулиця була приєднана до Тернополя як частина села Пронятин у 1985 році. Розпочинається від вулиці Мирної, пролягає на схід та закінчується неподалік Пронятинського лісу. На вулиці розташовані виключно приватні будинки.